# برایان دافیلد
برایان دافیلد (انگلیسی: Brian Duffield؛ زادهٔ ۵ نوامبر ۱۹۸۵) کارگردان، فیلم‌نامه‌نویس و تهیه‌کننده فیلم اهل ایالات متحده آمریکا است. وی از سال ۲۰۱۰ میلادی تاکنون مشغول فعالیت بوده‌است.

## فیلم‌شناسی
- سنت‌شکن: شورشی (۲۰۱۵) - نویسنده
- جین دست به اسلحه می‌برد (۲۰۱۵) - نویسنده
- پرستار بچه (۲۰۱۷) - نویسنده و مدیرتولید
- زیر آب (۲۰۲۰) - نویسنده
- خودجوش (۲۰۲۰) - نویسنده، کارگردان و تهیه‌کننده فیلم
- عشق و هیولاها (۲۰۲۰) - نویسنده
- خرس کوکائینی (۲۰۲۳) - تهیه‌کننده فیلم
- جزیره جمجمه (۲۰۲۳) - نویسنده و مدیرتولید
- هیچ‌کس شما را نجات نخواهد داد (۲۰۲۳) نویسنده و کارگردان